# Bourg-le-Roi
Bourg-le-Roi is een gemeente in het Franse departement Sarthe (regio Pays de la Loire) en telt 326 inwoners (2004). De plaats maakt deel uit van het arrondissement Mamers.

## Geografie
De oppervlakte van Bourg-le-Roi bedraagt 0,4 km², de bevolkingsdichtheid is 815,0 inwoners per km².
De onderstaande kaart toont de ligging van Bourg-le-Roi met de belangrijkste infrastructuur en aangrenzende gemeenten.

## Demografie
Onderstaande figuur toont het verloop van het inwonertal (bron: INSEE-tellingen).